# Inarichō (métro de Tokyo)
Inarichō (稲荷町駅, Inarichō-eki) est une station du métro de Tokyo sur la ligne Ginza dans l'arrondissement de Taitō à Tokyo. Elle est exploitée par le Tokyo Metro.

## Situation sur le réseau
La station Inarichō est située au point kilométrique (PK) 12,8 de la ligne Ginza.

## Histoire
La station a été inaugurée le 30 décembre 1927.

## Services aux voyageurs

### Accès et accueil
La station est ouverte tous les jours. Elle se compose de deux quais encadrant 2 voies.
En moyenne, 15 941 voyageurs ont fréquenté quotidiennement la station en 2015.

### Desserte

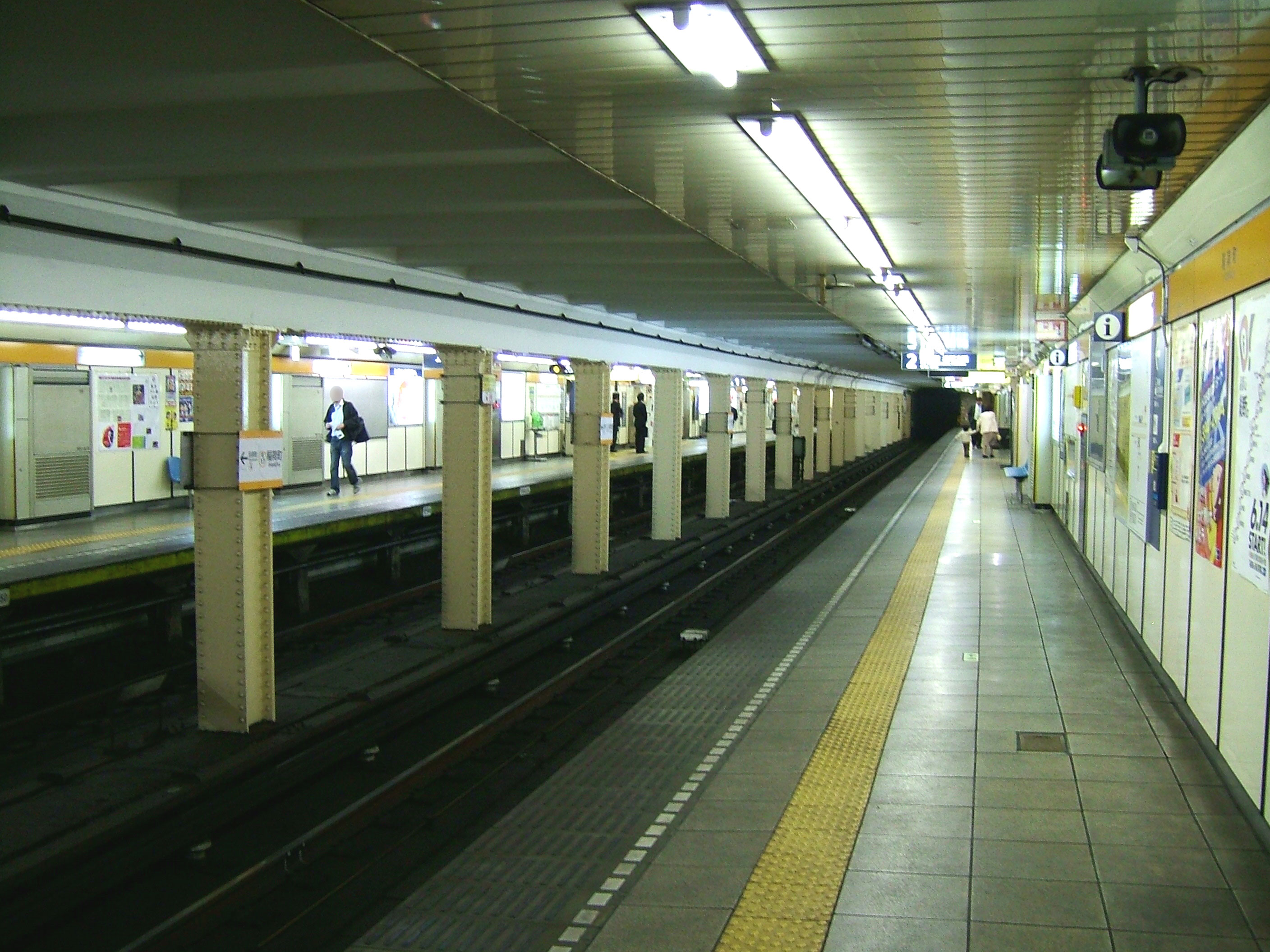
Quais de la station

Ligne Ginza :
- voie 1 : direction Shibuya
- voie 2 : direction Asakusa